# Кіліповське
Кіліповське — заповідне урочище місцевого значення. Об'єкт розташований на території Компаніївського району Кіровоградської області, поблизу с. Покровка.
Площа — 22 га, статус отриманий у 1995 році.